# Colisée Desjardins
Le Colisée Desjardins est un amphithéâtre situé à Victoriaville au Québec. On y compte 3 419 sièges, pour un total de 3 499 places. Grâce aux travaux de rénovation qui ont été effectuées, le Colisée Desjardins a cédé son titre de plus petit aréna de la ligue au Centre Henry-Leonard de Baie-Comeau.

## Histoire
Auparavant connu sous le nom de Colisée des Bois-Francs, il accueille les Tigres de Victoriaville. Le nom d'Amphithéâtre Gilbert Perreault est souvent aussi entendu pour cet aréna. Toutefois, ce nom désigne seulement la patinoire, et non l'édifice. Le nom du Colisée s'applique au complexe, qui comprend l'aréna et des salles de réunions.
En 2010, le maire de la ville de Victoriaville, M. Alain Rayes, et le président des Tigres de Victoriaville, M. Éric Bernier, ont dévoilé les détails des travaux de mise à niveau réalisés au Colisée Desjardins. Ces travaux amorcés en juin 2010 ont permis d'améliorer de manière substantielle la qualité des infrastructures servant pour les différents organismes appelés à utiliser le Colisée Desjardins, dont les Tigres de Victoriaville.
L'exécution de ces travaux ont permis d'augmenter la capacité d'accueil du bâtiment grâce à l'ajout de 9 loges entre les sections 19 et 24, offrant ainsi 88 nouvelles places assises. Des plans conçus par Bourassa Maillé architectes SENC permettent également l'aménagement de nouvelles rangées, ajoutant ainsi 346 sièges dans les gradins, dont dix sièges plus larges. Au total c'est une augmentation de 434 sièges pour atteindre 3 419 places pour assister aux matches de hockey présentés au Colisée Desjardins.

## Événements spéciaux
sportifs
culturels
- 15 septembre 2007 : spectacle de Marie-Élaine Thibert[3]
- 13 avril 2004 : spectacle de Garou[4]
- 8 décembre 2002 : spectacle de Bryan Adams[5]
- 24 mai 1999 : spectacle de Sonic Youth[6]
- 17 mai 1996 : spectacle de Sonic Youth[6]
- 30 septembre 1993 : spectacle de Jean Leloup, Tournée Rock Le Lait[7]
- 7 décembre 1986 : spectacle de Metallica[8]

## Bannières
- Coupe du président
  - 2001-2002
  - 2020-2021
- Numéros retirés
  - 10 Matthew Lombardi
  - 16 Yves Racine
  - 29 Stéphane Fiset
  - 32 Mathieu Garon
  - 42 Philip Joseph Stock
  - 77 Réginald Savage
  - 91 Alexandre Daigle
  - 97 Carl Mallette[1]